# 神祇院造営課
神祇院造営課（じんぎいんぞうえいか）は、戦前の内務省外局神祇院内に存在した営繕組織。内務省神社局期から日本全国の数多くの神社建築を設計・修復した。

## 概要
発祥は1900年の内務省神社局発足時に技師・技手の職掌が置かれたことで、その後1919年に明治神宮造営局から角南隆が就任して以後、内務省神社局技術室として組織化された。1939年の分課改正により神社局造営課となり、1940年に神社局が神祇院に昇格した後は総務局造営課となった。

## 主な設計事業

### 主な設計事業

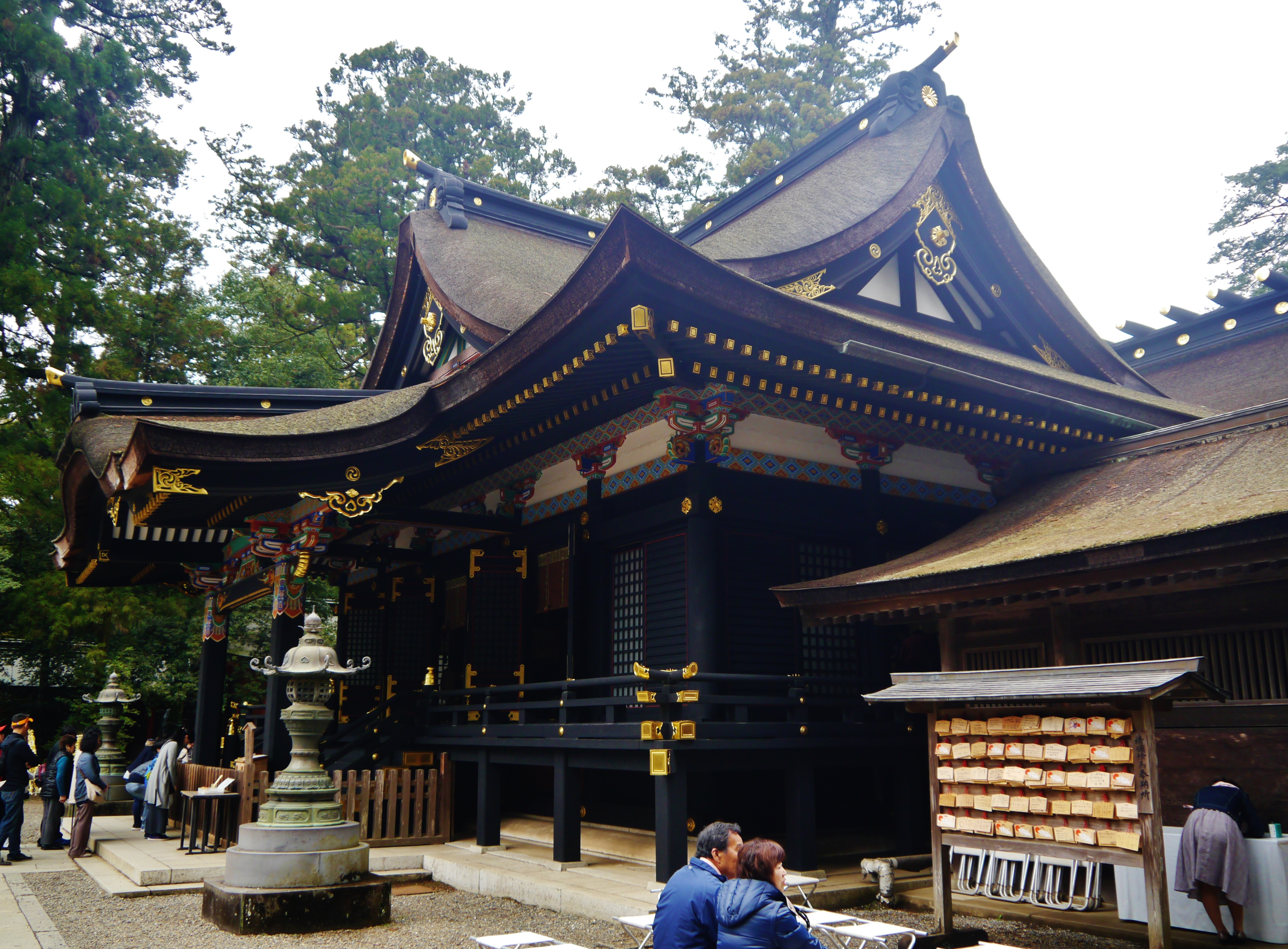
香取神宮拝殿

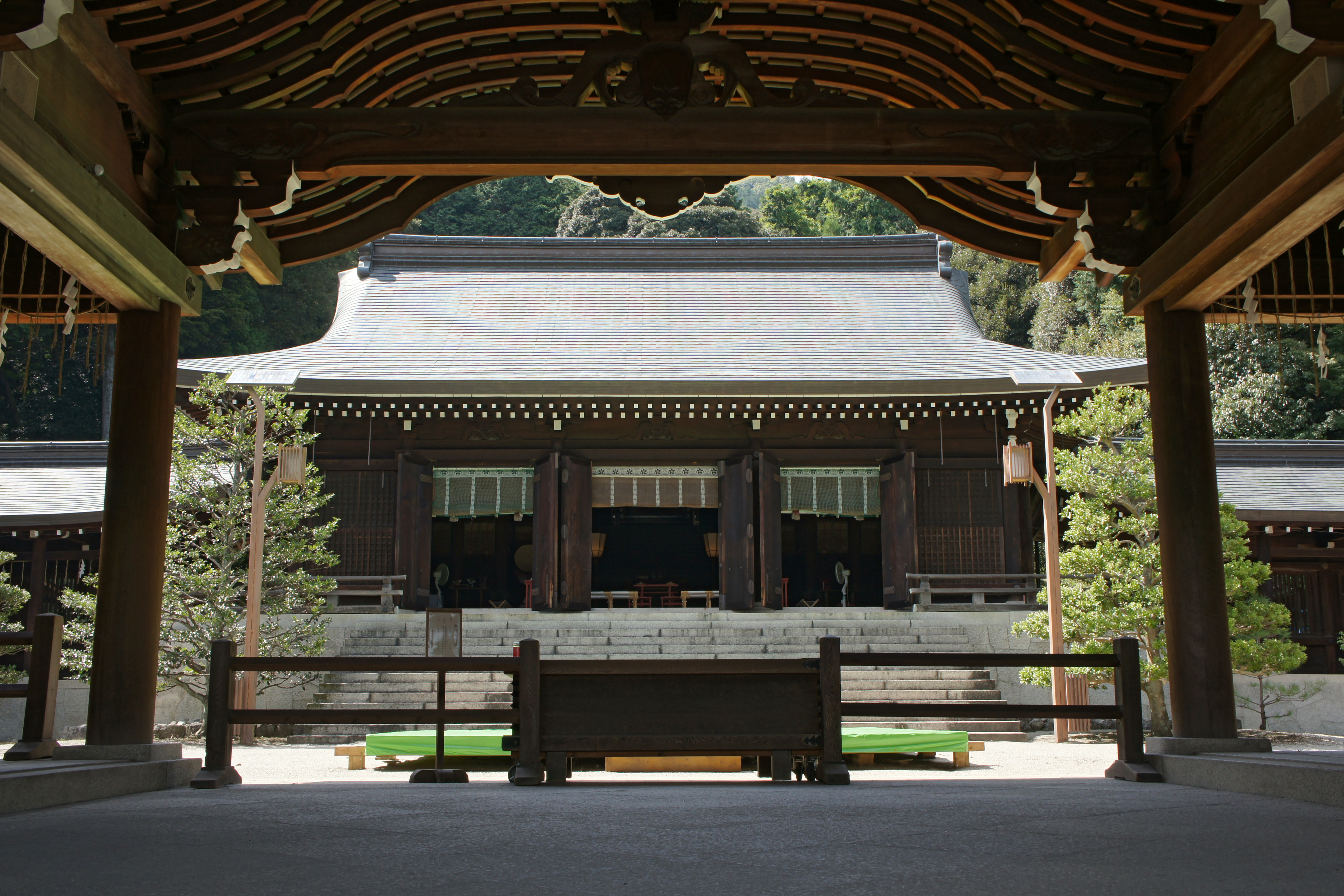
近江神宮内拝殿

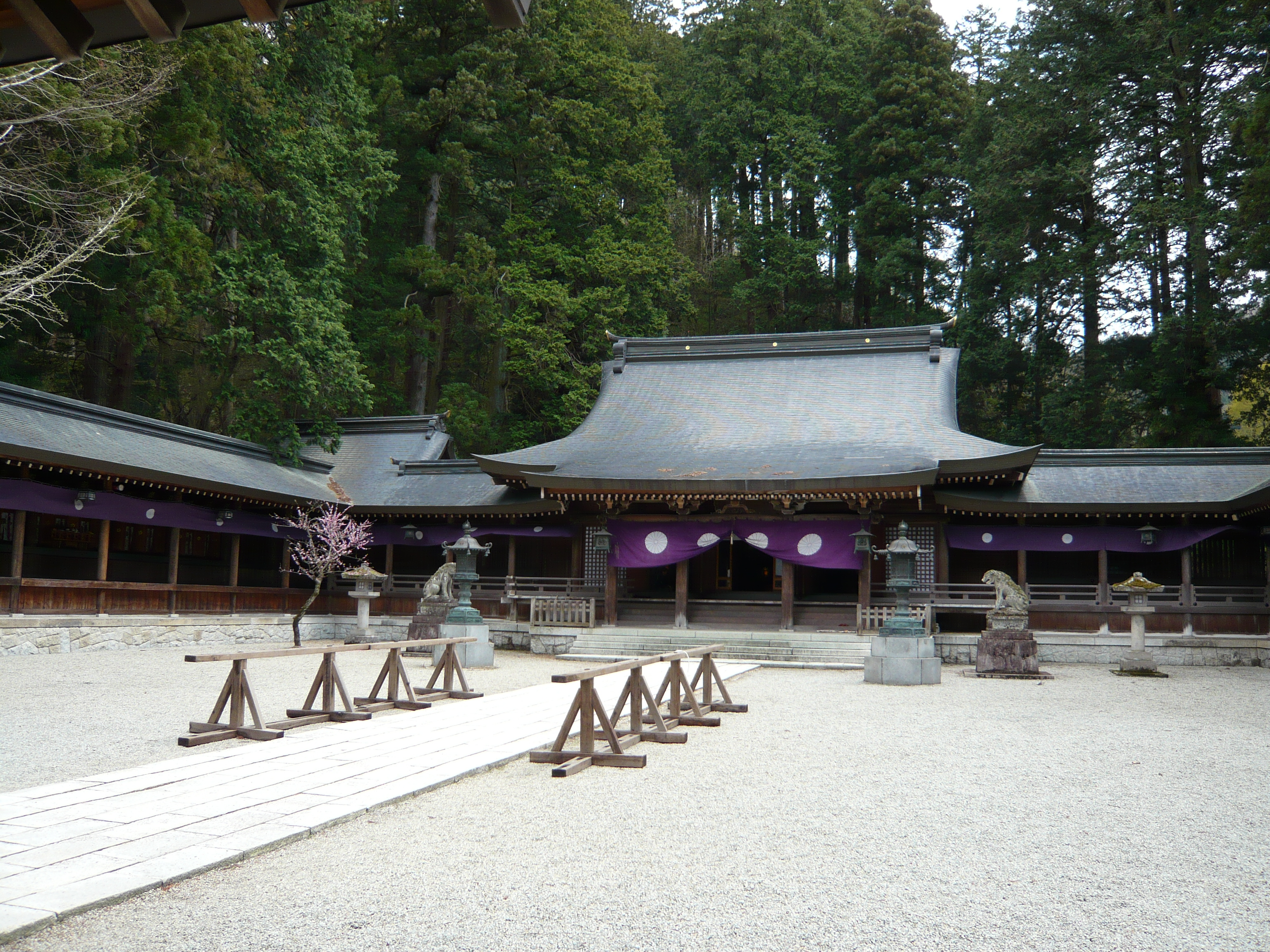
水無神社

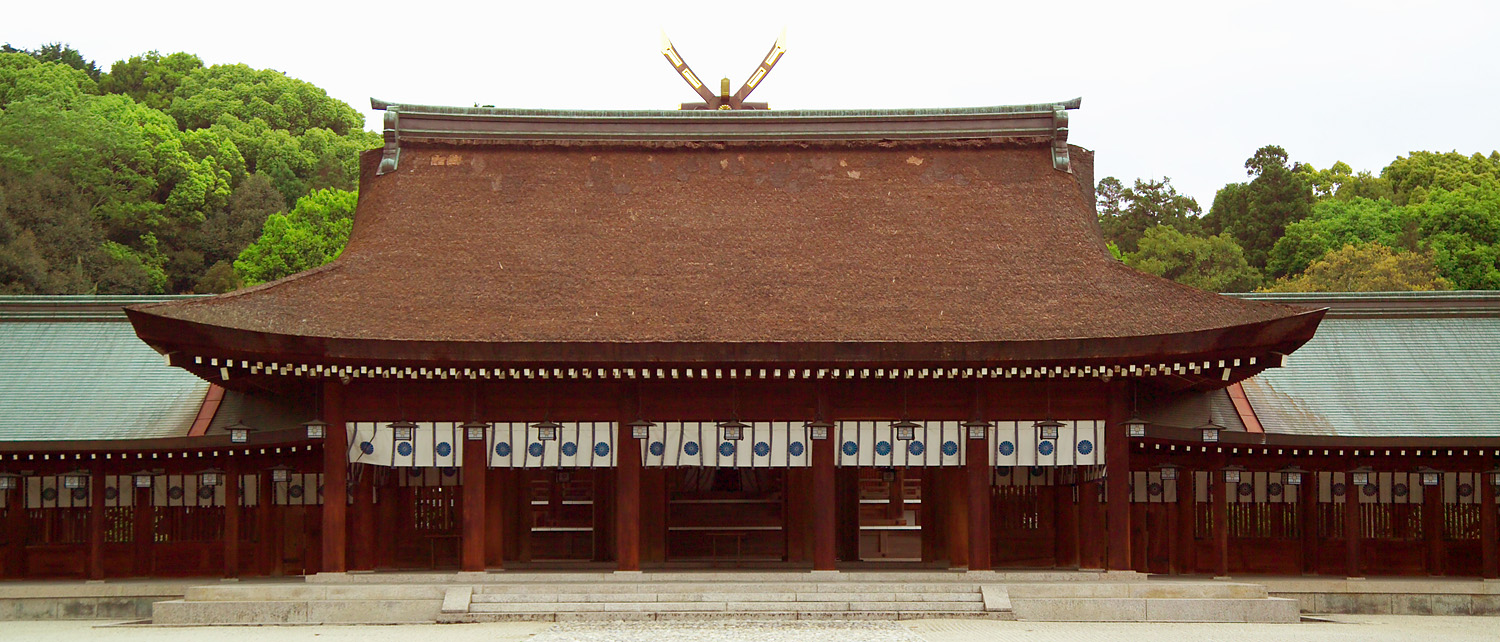
橿原神宮内拝殿

- 鶴岡八幡宮（旧国幣中社、1927年〜、神奈川県）。設計：角南隆、松室成貞ほか
  - 関東大震災復旧。現・太鼓橋再建、若宮造営、楼門再建、上宮修理、舞殿復旧、二、三ノ鳥居新築など[3]。
- 吉野神宮（旧官幣大社。1928年、奈良県）。設計：角南隆。
  - 昭和造営工事。本殿、拝殿ほか多数、現在のほぼ全ての社殿。
- 宇佐神宮（旧官幣大社。1932年〜、大分県）。
  - 昭和復興大造営。下宮社殿、頓宮社殿、社務所・斎館、大鳥居、摂末社改築、その他修理、境内整備など[4]。
- 志賀海神社（旧国幣小社。1935年、福岡県）。
  - 水害復旧。現社殿。
- 熱田神宮（旧官幣大社。1935年、愛知県）。
  - 本宮造営、宮庁、斎館、勅使館ほか新築。昭和の神社建築の最高峰として後代に誇れるものと称されたが、名古屋大空襲により焼失[5]。
- 竈山神社（旧官幣大社。1936年、和歌山県）。
  - 拝殿、幣殿、神門、廻廊など現在のほぼ全ての社殿。
- 香取神宮（旧官幣大社、1936年、茨城県）。
  - 拝殿・幣殿・神饌所他新築、本殿、楼門修理[6]。
- 吉備津彦神社（旧国幣小社、1934年、岡山県）。
  - 火災復旧[7]。現社殿群。
- 平野神社（旧官幣大社、1937年、京都府。
  - 室戸台風復旧工事（修復）。
- 水無神社（旧国幣小社、1939年、岐阜県）。
  - 本殿、幣殿、拝殿、神饌所[7]
- 平安神宮（旧官幣大社。1940年、京都府）。設計：角南隆、谷重雄。
  - 本殿、内拝殿、神庫、門及び廻廊ほか。本殿、内拝殿は平安神宮放火事件で焼失。
- 近江神宮（旧官幣大社。1940年、滋賀県）。設計：角南隆、谷重雄。
  - 内務省神社局による集大成作品とも称される[8]。）。
- 霊山神社（旧別格官幣社。1940年、福島県）。
  - 本殿、祝詞殿、拝殿、神饌所[7]。
- 大宮氷川神社（旧官幣大社、1940年、埼玉県）。
  - 紀元二千六百年記念造営。現在のほぼすべての社殿。
- 気比神宮（旧官幣大社、1940年、福井県）。
  - 拝殿、祝詞殿ほか。敦賀空襲により焼失。
- 橿原神宮（旧官幣大社。1940年、奈良県）。設計：角南隆、上田萬次郎。
  - 本殿修理、内拝殿、外拝殿、祝詞殿、廻廊新築等[7]
- 生島足島神社（旧国幣中社、1940年、長野県）。
  - 本殿、幣殿、拝殿、渡廊、楼橋、脇橋他。
- 志波彦神社・鹽竈神社（旧国幣小社、1944年、宮城県）
  - 志波彦本殿、東神門、廻廊等[7]。
- 阿蘇神社（旧官幣大社、1945年頃、熊本県）。
  - 拝殿等。終戦により直営が中止されたものの続行して竣工。2016年の熊本地震により倒壊。 後裔の日本建築工芸設計事務所により再建された[9]。
- 熊野大社（旧国幣大社、1945年頃、島根県）。
  - 1946年に中止されたものの、奉賛会寄付金で続行[10]。

### 未成となった計画
- 廣田神社（旧官幣大社、1946年竣工予定、兵庫県）。
  - 完成間近の本殿が1945年に空襲により焼失。中止された[11]）。
- 霧島神宮（旧官幣大社、鹿児島県）。
  - 幣殿、内拝殿など[7]。
- 白峯神宮（旧官幣大社、京都府、1947年予定）。
  - 本殿、拝殿、神饌所、廻廊等を予定[7]。
- 大山祇神社（旧国幣大社、1948年予定、愛媛県）
  - 本殿、祝詞殿、拝殿、廻廊[7]。
- 井伊谷宮（旧別格官幣社、1947年予定、静岡県）。
  - 本殿、拝殿、神饌所、神門、翼廊[7]。
- 常磐神社（旧別格官幣社、1947年予定、茨城県）。
  - 本殿、拝殿、神饌所、神門、翼廊[7]。